# The Waifs

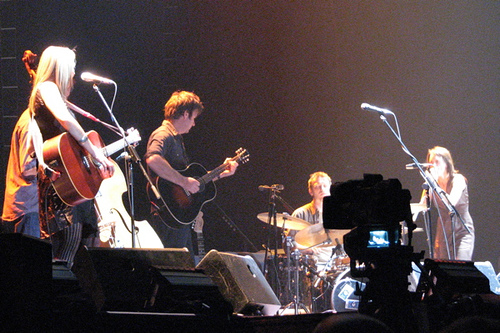
The Waifs podczas koncertu w Perth 22 maja 2007

The Waifs – folkrockowa grupa z Zachodniej Australii. Ich czwarty album "Up all Night" z 2003 osiągnął status podwójnej platynowej płyty. Grupa składa się dwóch sióstr: Donny Simpson, Vikki Simpson oraz Josha Cunninghama. Zespół został utworzony jako "Colours" w 1992 jednak po roku zmienił nazwę na "The Waifs". Jako artyści zaimponowali Bobowi Dylanowi, który zaprosił ich by grali z nim na jego 2003 North American Tour.
Najbardziej znane utwory to: "London Still", "Lighthouse" i "Bridal Train".

## Dyskografia

### Albumy
1. The Waifs 1996;
2. Shelter Me 1998;
3. Sink or Swim 2000;
4. Up All Night 2003;
5. A Brief History... 2004; (koncertowy)
6. Sun, Dirt, Water 2007